# 有田正光
有田 正光（ありた まさみつ、1950年4月13日 - ）は、日本の水理学者。東京電機大学理工学部建設環境工学科名誉教授。専攻は水理学（環境水理学）、河川水理学、海岸水理学。もともと河川や海岸の専門家だが、最近は環境問題を広範囲に取り扱う。

## 来歴
- 1950年　鹿児島県生まれ
- 1979年3月　中央大学大学院博士課程満期退学
- 1979年4月　東京電機大学理工学部建設工学科助手
- 1983年3月　工学博士（中央大学：論文）
- 1984年9月～1986年9月　コ－ネル大学客員研究員
- 1988年4月　東京電機大学理工学部建設工学科講師
- 1989年10月　東京電機大学理工学部建設工学科助教授
- 1993年10月　東京電機大学理工学部建設工学科教授
- 2016年4月1日、東京電機大学名誉教授授与[2]。

## 著作
- 『流れの科学』、東京電機大学出版局、1998
- 『水理学（編著）』、東京電機大学出版局、1998
- 『水圏の環境(編著)』、東京電機大学出版局、1999
- 『水理学演習（中井正則と共著）』、東京電機大学出版局、1999
- 『大気圏の環境（編著）』、東京電機大学出版局、2000
- 『地圏の環境(編著)』、東京電機大学出版、2001
- 『環境問題へのアプローチ』、東京電機大学出版局、2001
- 『ウンコに学べ！（石村多門と共著）』、筑摩書房（ちくま新書）、2001.
- 『水理学の基礎（単著）』、東京電機大学出版局、2006
- 『生物圏の環境（編著）』、東京電機大学出版局、2007